# Ecdisone 20-monoossigenasi
La ecdisone 20-monoossigenasi è un enzima appartenente alla classe delle ossidoreduttasi, che catalizza la seguente reazione:
ecdisone + AH2 + O2 ⇄ 20-idrossiecdisone + A + H2O
È un enzima che deriva dal corpo grasso degli insetti o dai tubuli malpighiani e che coinvolge una proteina eme-tiolata (P-450). NADPH può agire come ultimo donatore di idrogeno.